# Oitante

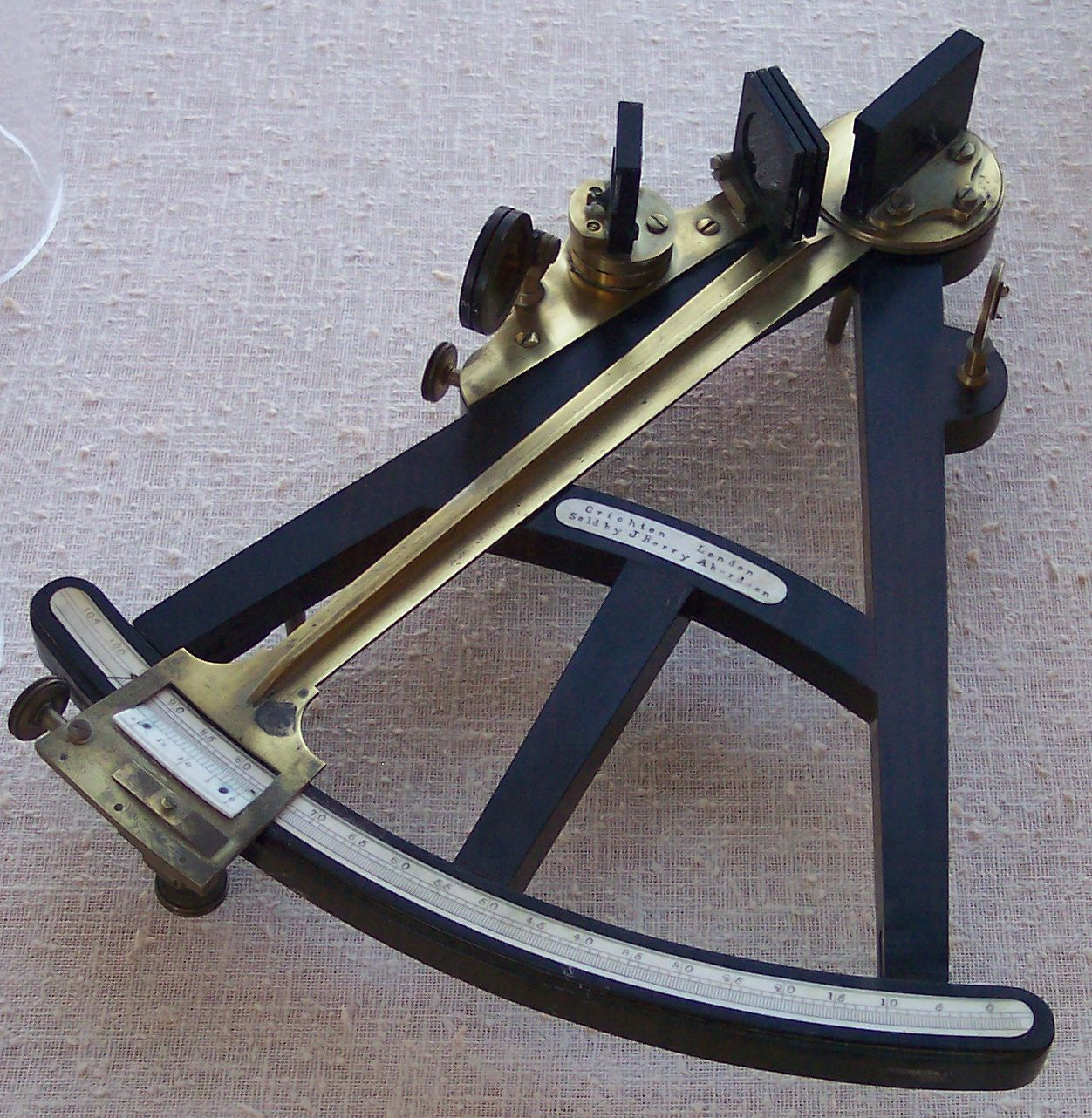
Oitante

Um oitante (português brasileiro) ou octante (português europeu) é um instrumento de medida da latitude a partir da medida da altura de um astro por meio de dois espelhos. 
Este instrumento foi concebido por John Hadley que, em 1731, o apresentou à Royal Society. Trata-se do primeiro instrumento da família dos instrumentos de dupla reflexão, muito mais simples e rigoroso que o astrolábio, o quadrante ou a balestilha e que introduziu maior rigor na medida da latitude.
O oitante, chamado assim pela sua forma de um sector circular de 45º (isto é, de um oitavo de círculo), permite medir ângulos até 90º.